# Собанинский сельсовет
Собанинский сельсовет — упразднённая административно-территориальная единица, существовавшая на территории Московской губернии и Московской области в 1926—1939 годах.
Собанинский сельсовет был образован 16 ноября 1926 года в составе Поминовской волости Егорьевского уезда Московской губернии путём выделения из Большегридинского с/с.
В 1929 году Собанинский с/с был отнесён к Шатурскому району Орехово-Зуевского округа Московской области.
10 июля 1933 года в связи с ликвидацией Шатурского района Собанинский с/с был передан в Егорьевский район.
17 июля 1939 года Собанинский с/с был упразднён. При этом его территория (селение Сабанино) была передана в Алёшинский с/с.